# نورآباد (بندر لنگه)
نورآباد، روستایی در دهستان مهران بخش مهران شهرستان بندر لنگه در استان هرمزگان ایران است.

## جمعیت
بر پایه سرشماری عمومی نفوس و مسکن در سال ۱۳۹۵، جمعیت این روستا برابر با ۱۴۱ نفر (۴۱ خانوار) بوده است.